# Jan Yoors
Jan Yoors, flamsko-ameriški fotograf, kipar in pisatelj, * 12. april 1922, Antwerpen, † 27. november 1977, New York.